# Battice

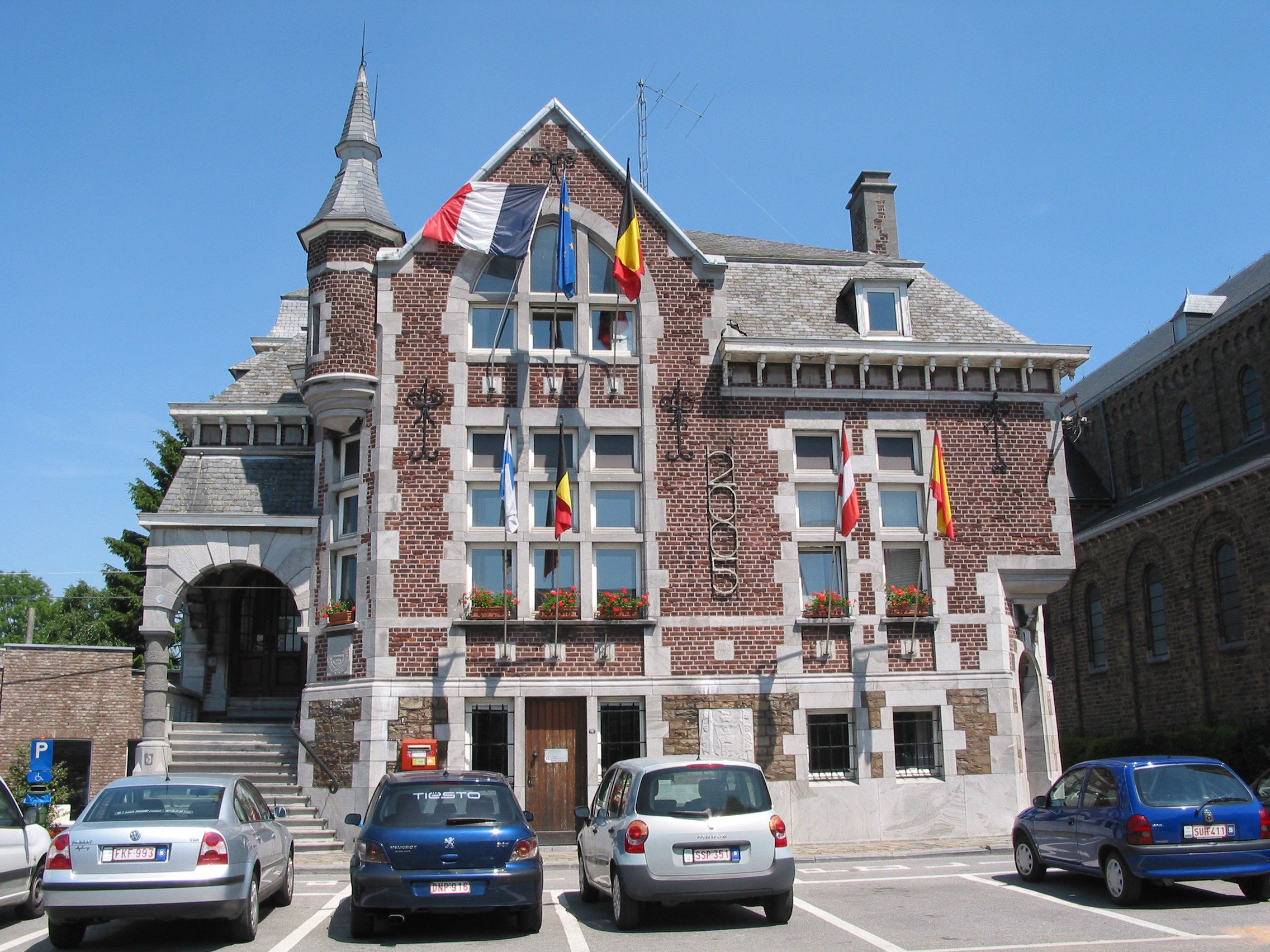
Het oude raadhuis van Battice

Battice is een dorp in de Belgische provincie Luik en een deelgemeente van de stad Herve, het was een zelfstandige gemeente tot aan de gemeentelijke herindeling van 1977.
Battice is bekend omwille van het 1300 meter lange viaduct van de hogesnelheidslijn HSL 3 en de onderliggende verkeerswisselaar van de A3/E40 met de A27/E42, knooppunt Battice. Ten noorden van dat knooppunt en ten oosten van de plaats Battice, ligt het fort Battice, een van de forten rond de stad Luik.

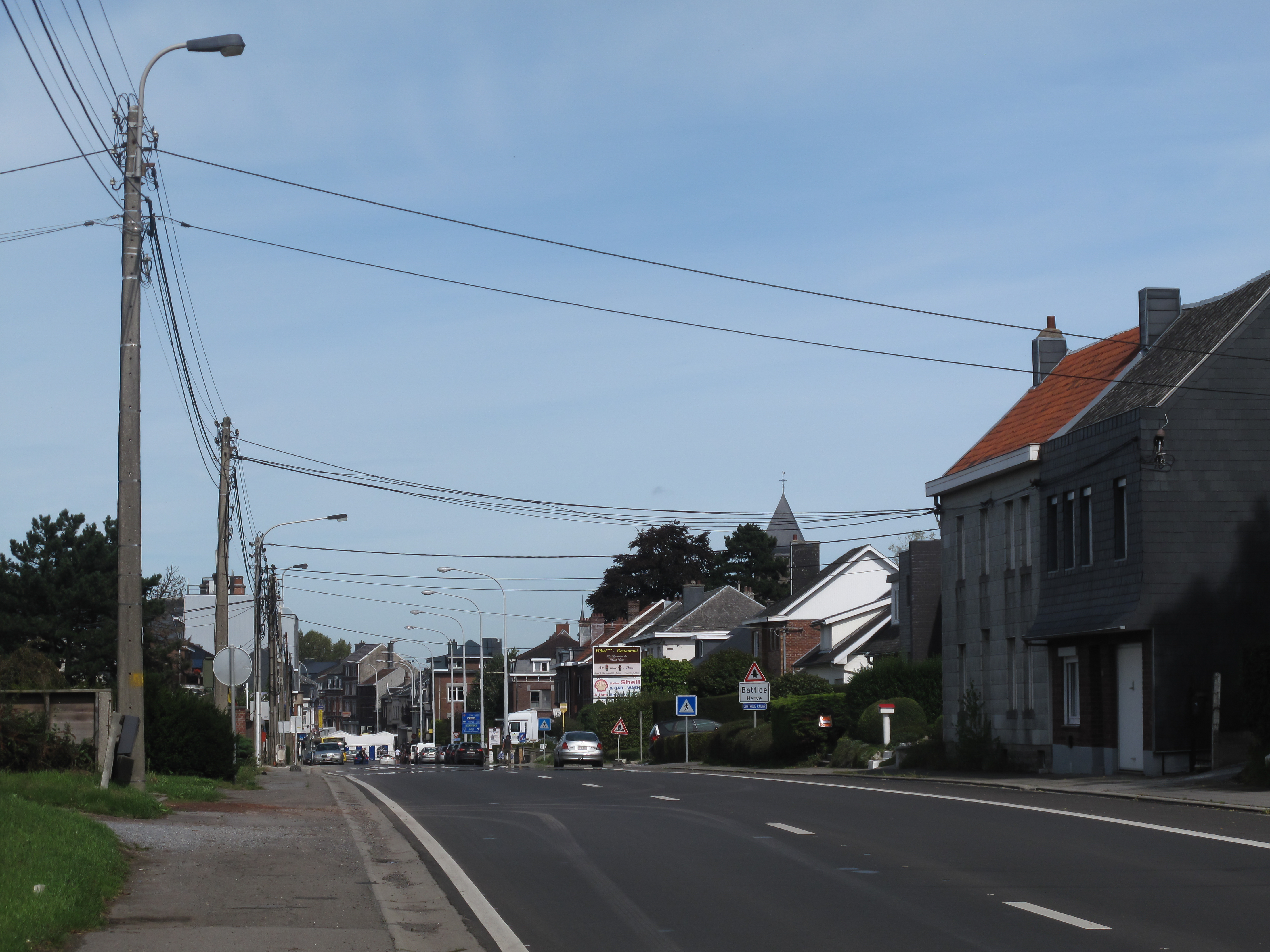
Battice, straatzicht
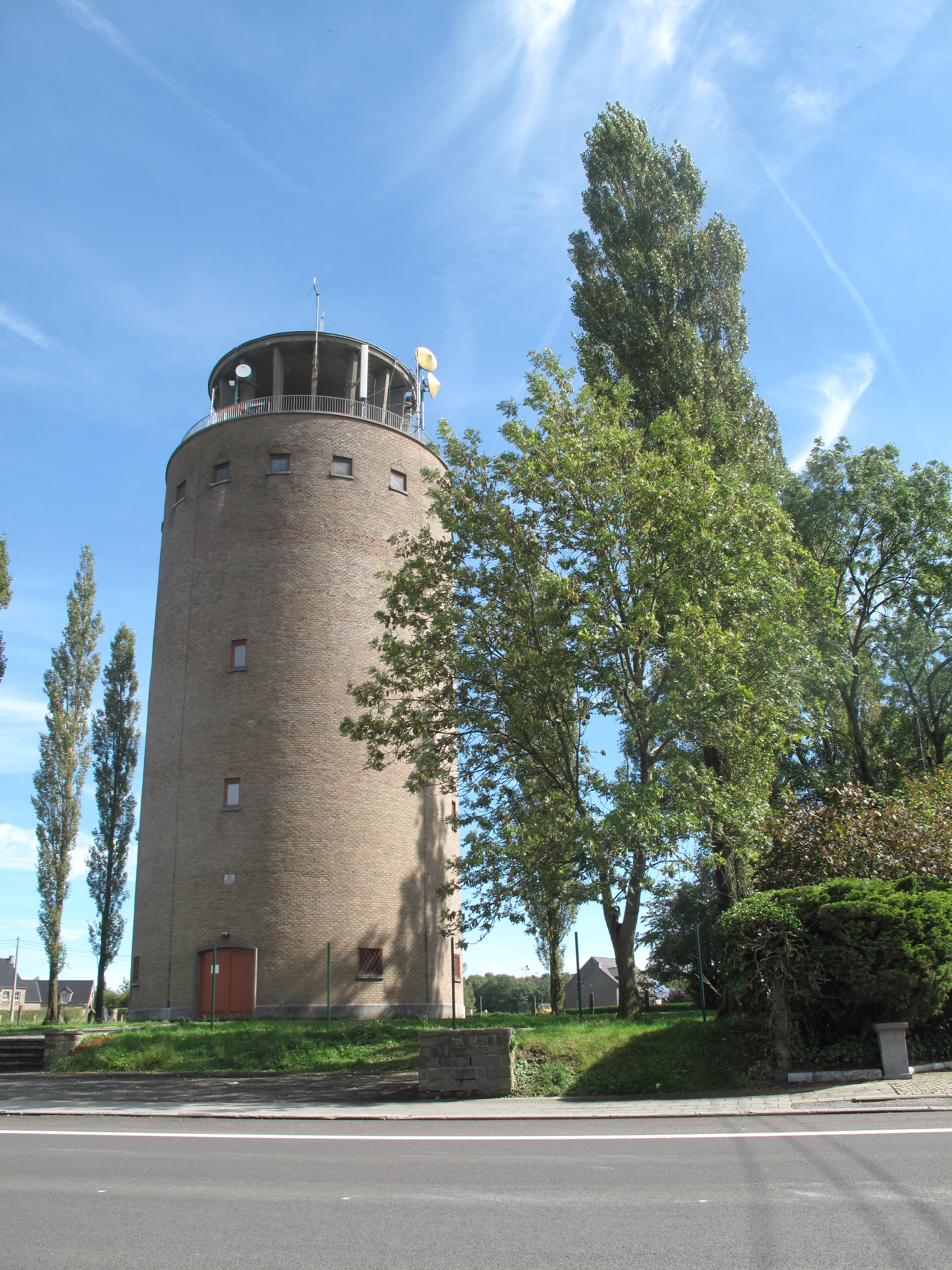
Battice, watertoren

## Geschiedenis

### Voor de onafhankelijkheid
Tot de opheffing van het hertogdom Limburg hoorde Battice tot de Limburgse hoogbank Herve. Net als de rest van het hertogdom werd Battice bij de annexatie van de Zuidelijke Nederlanden door de Franse Republiek in 1795 opgenomen in het toen gevormde departement Ourthe.
In 1822 werd buurgemeente José opgeheven en bij Battice gevoegd. In 1869 werd het dorp Chaineux als een zelfstandige gemeente afgesplitst van Battice.

### Situatie in 1830
Bij de onafhankelijkheid van België inventariseerde geograaf Philippe Vandermaelen in dit stadje met haar vele gehuchten 790 woningen, een kerk, gemeentehuis, drie molens, 25 weverijen en vier lagere scholen. Er waren 4280 inwoners. Op dinsdag was er een zeer drukke graanmarkt. Het inventaris omvat verder details over de natuurlijke omgeving, bodems, landbouwproductie, de Hervekaas, veestapel en veemarkt. Ook het wegennetwerk van toen is beschreven.

### Wereldoorlogen
Op 6 augustus 1914 vermoordde de Duitse indringer 33 burgers en vernielde 127 huizen. In 1934 werd het Fort van Battice aangelegd dat in 1940 heftig weerstand bood tegen de invasie van het nazileger.

## Demografische ontwikkeling
- Bron: NIS; Opm:1831 t/m 1970=volkstellingen; 1976=inwoneraantal op 31 december
- 1822: aanhechting van de opgeheven gemeente José (268 inwoners)
- 1869: afstand van het gehucht Chaineux (4,37 km² met 1542 inwoners) dat een zelfstandige gemeente werd

## Bezienswaardigheden
- Sint-Vincentius a Paulokerk
- Fort van Battice
- Gemeentehuis van Battice

## Natuur en landschap
Battice ligt op het Plateau van Herve op een hoogte van ongeveer 330 meter. De omgeving van Battice heeft grotendeels een landelijk karakter, maar tussen Battice en Herve ligt een bedrijventerrein en ten zuiden van Battice bevindt zich de autosnelweg A3 met een grote verkeerswisselaar.

## Nabijgelegen kernen
Herve, La Minerie, Thimister, Chaineux, Charneux
Deelgemeente: Battice · Bolland · Charneux · Chaineux · Grand-Rechain · Herve · Julémont · Xhendelesse

Overige kernen: Asse · Bellefontaine · Bruyères · Gurné · Holliguette · Hubertfays · José · Les Fawes · Manaihant · Noblehaye  · Renouprez · Sauvenière · Xhéneumont

Belgische gemeenten · arrondissement Verviers · provincie Luik · Wallonië